# Erupción del Copahue de 2012
La erupción del Copahue de 2012 es una erupción volcánica que se inició el 22 de diciembre de 2012 en el mencionado volcán, ubicado en la frontera entre Argentina y Chile.

## Erupción
El 22 de diciembre de 2012, a las 09:45, el volcán comenzó un proceso de erupción, lanzando cenizas, gases y humo negro a más de 1,5 km de altura. Las autoridades neuquinas, a través del Comité Operativo de Emergencia (COE), declararon la alerta amarilla en la zona debido al proceso eruptivo. Las autoridades chilenas declararon alerta naranja. Las cenizas se desplazaron con rumbo sureste en dirección a Caviahue, Loncopué, Zapala y Cutral Co. El penacho de humo tiene una longitud de 13 km.
El día 23 de diciembre, el Comité Operativo de Emergencia (COE) y el gobernador de la provincia, Jorge Sapag, elevaron el nivel de alerta amarilla a naranja. La Oficina Nacional de Emergencia del Ministerio del Interior (ONEMI) de Chile lo hizo a alerta roja, debido a la actividad sísmica continua.
Con una historia de erupciones en todo el Siglo Veinte, el Volcán Copahue Archivado el 14 de mayo de 2011 en Wayback Machine. mostró nuevos signos de vida a finales de 2012 y principios de 2013. Copahue despertó el 22 de diciembre de 2012, con un temblor constante volcánico y unas cuantas explosiones breves. SERNAGEOMIN (el Servicio Nacional de Geología y Minería de Chile) informó que la explosión fue causada probablemente por vaporización de agua al interactuar con magma dentro del volcán. (Llamada erupción freática por los vulcanólogos.) Desde entonces, SERNAGEOMIN describió vapor intermitente y penachos de gas, acompañados de continuos terremotos. Los terremotos sugieren que el magma está fracturando la roca que se eleva desde debajo del volcán.

El volcán Copahue es un volcán compuesto situado en los Andes en la frontera de Chile y Argentina.

Erupción freática: 1.Pluma de vapor de agua, 2.Chimenea volcánica, 3.Estratos de lava y de ceniza, 4.Estrato geológico, 5.Agua subterránea, 6.Explosión, 7.Cámara magmática.
Corte transversal de un estratovolcán: 1.Cámara magmática, 2.Roca, 3.Chimenea, 4.Base, 5.Depósito de lava, 6.Fisura, 7.Capas de ceniza emitida por el volcán, 8.Cono, 9.Capas de lava emitida por el volcán (Coladas), 10.Garganta, 11. Cono parásito, 12.Flujo de lava, 13.Ventiladero, 14.Cráter, 15.Nube de ceniza,

## Línea de tiempo
| Fecha             | Estado | Imágenes          |
| Diciembre de 2012 | Diciembre de 2012 | Diciembre de 2012 |
| ----------------- | --- | ----------------- |
| 22 de diciembre   | El 22 de diciembre de 2012, a las 09:45, el volcán comenzó un proceso de erupción, lanzando cenizas, gases y humo negro a más de 1,5 km de altura, las autoridades neuquinas a través del Comité Operativo de Emergencia (COE), declaró la alerta amarilla en la zona debido al proceso eruptivo, las autoridades chilenas declararon alerta naranja. Las cenizas se desplazan con rumbo oeste en dirección a Caviahue, Loncopué, Zapala y Cutral Co. El penacho de humo tiene una longitud de 13 km. |                   |
| 23 de diciembre   | El día 23 de diciembre el Comité Operativo de Emergencia (COE) y el gobernador de la provincia, Jorge Sapag elevaron el alerta a naranja, las autoridades chilenas (la Oficina Nacional de Emergencia, Onemi), lo hicieron a alerta roja, debido a la actividad sísmica continua. |                   |
| 26 de diciembre   | |                   |
| 27 de diciembre   | |                   |
| 28 de diciembre   | |                   |
| 29 de diciembre   | |                   |
| 30 de diciembre   | |                   |
| 31 de diciembre   | |                   |
| Enero de 2013     | |                   |
| 1 de enero        | |                   |
| 2 de enero        | |                   |
| 3 de enero        | |                   |
| 4 de enero        | |                   |
| 5 de enero        | Con una historia de erupciones en todo el Siglo Veinte, Volcán Copahue Archivado el 14 de mayo de 2011 en Wayback Machine. mostró nuevos signos de vida a finales de 2012 y principios de 2013. Copahue despertó el 22 de diciembre de 2012, con un constante temblor volcánico y unas cuantas explosiones breves. SERNAGEOMIN (el Servicio Nacional de Geología y Minería de Chile) informó que la explosión fue causada probablemente por vaporización de agua al interactuar con magma dentro del volcán. (Llamada erupción freática por los vulcanólogos.) Desde entonces, SERNAGEOMIN describió vapor intermitente y penachos de gas, acompañados de continuos terremotos. Los terremotos sugieren que el magma está fracturando la roca que se eleva desde debajo del volcán. Volcán Copahue es un volcán compuesto situado en los Andes en la frontera de Chile y Argentina. Esta imagen de satélite de color-natural muestra un penacho de gas azulado fluyendo hacia el este. La localidad más cercana es Caviahue, una estación de esquí de Argentina. La imagen fue adquirida por el Advanced Land Imager (ALI) del Earth Observing-1 el 5 de enero de 2013. |                   |
| 7 de enero        | |                   |
| 8 de enero        | |                   |
| 9 de enero        | |                   |
| 10 de enero       | |                   |
| 11 de enero       | |                   |
| 12 de enero       | |                   |
| 14 de enero       | |                   |
| 16 de enero       | |                   |
| 18 de enero       | |                   |
| 21 de enero       | |                   |
| 29 de enero       | |                   |
| 19 de febrero     | |                   |